# Chlorophytum comosum
Chlorophytum comosum is een groenblijvende meerjarige bloeiende plant uit de aspergefamilie (Asparagaceae) die gekweekt wordt als potplant. In de handel worden de namen 'graslelie' en  'spinnenplant' gebruikt. Graslelie is echter de naam van het geslacht Anthericum, waar de soort vroeger in geplaatst werd. 'Spinnenplant' verwijst naar de algemene vorm van de plant.

## Beschrijving
De plant is kruidachtig. De bladen zijn langwerpig, en van de gekweekte soorten vaak gestreept. Ze kunnen zestig centimeter tot een meter lang worden, hangend zelfs nog langer. De ongeveer twee cm grote, witte bloemen groeien in trossen aan de einden van dunne, stugge stengels die tot 60 cm lang zijn. Een bestoven bloem produceert een leerachtige, driekantige, doosvormige vrucht met platte, zwarte zaden. Na de bloei ontwikkelen zich aan de stengeleinden bundeltjes extra bladeren die gemakkelijk wortel schieten.
De dikke, vlezige wortels en wortelstokken worden vijf tot tien cm lang en zijn geëvolueerd om water vast te houden, waardoor de plant bestand is tegen onregelmatige watergift.

## Verspreiding
De soort is inheems in warme en niet te droge gebieden van zuidelijk Afrika en oostelijk Afrika, maar ook in landen langs de Golf van Guinea en de aansluitende Atlantische kust. Hij is ingeburgerd in andere delen van de wereld, waaronder West-Australië en Bangladesh.

## Variëteiten
Er worden drie variëteiten onderscheiden:
C. comosum var. comosum is wijd verspreid. Ze heeft smalle, lijnvormige bladeren. Een bladsteel ontbreekt. Ze groeit aan de randen van het regenwoud.
C. comosum var. sparsiflorum
C. comosum var. bipindense
De varieteiten sparsiflorum en bipindense hebben bredere bladeren om voldoende zonlicht in het dichte regenwoud te kunnen opvangen.

## Cultivars
Er zijn verschillende cultivars bekend:
Chlorophytum comosum 'Vittatum' heeft groene bladeren met een brede witte centrale streep. 
Chlorophytum comosum 'Variegatum' heeft donkerder groene bladeren met witte randen. 
Chlorophytum comosum 'Hawaiian' 
Chlorophytum comosum 'Zebra' 
Chlorophytum comosum 'Bonnie' 
Chlorophytum comosum 'Fire Flash' 
Ocean Spider Plant 
Chlorophytum comosum 'Purple' of 'Purple Heart' 
Chlorophytum comosum 'Shamrock'  
Chlorophytum comosum 'Reverse Variegatum' 
Chlorophytum comosum 'Airplane' 

## Ecologie
De bloemen van de plant worden bezocht door bijen.
De soort kan getroffen worden door een aantal ziekten. Gerapporteerd zijn onder meer aantastingen door schimmels uit de geslachten Alternaria, Cercospora, Colletotrichum, Fusarium, Helminthosporium en Phyllosticta. Wortelschimmels als Pythium splendens, Rhizoctonia solani en Sclerotium rolfsii zijn ook op deze plant waargenomen.

## Gebruik
Chlorophytum comosum is gemakkelijk als kamerplant te houden. De bonte vormen zijn het populairst. 
Chlorophytum comosum staat bekend als luchtreiniger. Ze verwijdert onder meer formaldehyde, benzeen, lood en fijnstof uit de lucht.
De plant is niet giftig voor mensen en huisdieren, maar door de opname van de genoemde stoffen kan dit ongezond zijn.